# 헝가리의 국가
찬가(헝가리어:Himnusz 힘누스)는 헝가리의 국가이다. 쾰체이 페렌츠(1790-1838)가 1823년에 작사, 에르켈 페렌츠(1810-1893)이 작곡하였다. 1844년부터 사실상의 국가로 불리기 시작했으나, 공식적으로 헌법에 명시되어 국가의 지위를 얻은 것은 1989년이었다. 본래는 8절까지 있으나 일반적으로 공식 석상에서는 1절만 가창한다.
헝가리 인민공화국때는 종교적 색채가 들어가있다는 이유로 가사를 부르지 않고 곡만 연주하는 식으로 연주되었으며, 또한 비공식 국가인 'Szózat'이 더 자주 연주되었다.

## 헝가리어와한국어가사

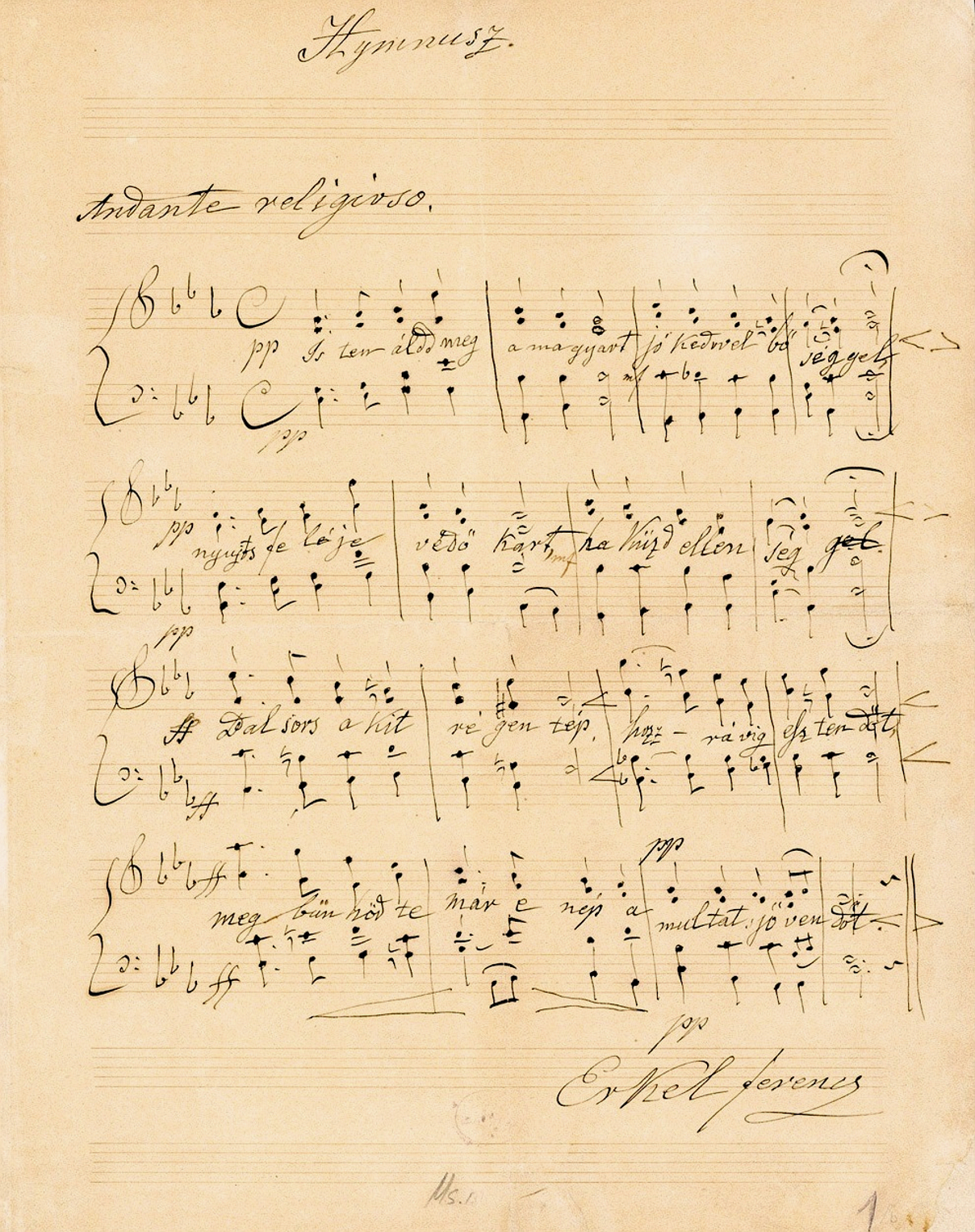
헝가리 국가 악보

| 헝가리어 가사 Isten, áldd meg a magyart Jó kedvvel, bőséggel, Nyújts feléje védő kart, Ha küzd ellenséggel; Bal sors akit régen tép, Hozz rá víg esztendőt, Megbűnhődte már e nép A múltat s jövendőt! Őseinket felhozád Kárpát szent bércére, Általad nyert szép hazát Bendegúznak vére. S merre zúgnak habjai Tiszának, Dunának, Árpád hős magzatjai Felvirágozának. Ért kalászt lengettél, Tokaj szőlővesszein Nektárt csepegtettél. Zászlónk gyakran plántálád Vad török sáncára, S nyögte Mátyás bús hadát Bécsnek büszke vára. Hajh, de bűneink miatt Gyúlt harag kebledben, S elsújtád villámidat Dörgő fellegedben, Most rabló mongol nyilát Zúgattad felettünk, Majd töröktől rabigát Vállainkra vettünk. Hányszor zengett ajkain Ozmán vad népének Vert hadunk csonthalmain Győzedelmi ének! Hányszor támadt tenfiad Szép hazám, kebledre, S lettél magzatod miatt Magzatod hamvvedre! Bújt az üldözött, s felé Kard nyúlt barlangjában, Szerte nézett s nem lelé Honját a hazában, Bércre hág és völgybe száll, Bú s kétség mellette, Vérözön lábainál, S lángtenger fölette. Vár állott, most kőhalom, Kedv s öröm röpkedtek, Halálhörgés, siralom Zajlik már helyettek. S ah, szabadság nem virúl A holtnak véréből, Kínzó rabság könnye hull Árvánk hő szeméből! Szánd meg Isten a magyart Kit vészek hányának, Nyújts feléje védő kart Tengerén kínjának. Bal sors akit régen tép, Hozz rá víg esztendőt, Megbűnhődte már e nép A múltat s jövendőt! | 한국어 번역 하느님, 헝가리인을 축복하소서, 그대의 은총과 자비로. 적과 맞서싸우는 동안에 그대의 보호하는 팔을 펼치소서. 악한 운명에 오래도록 찢긴 그들에게 안식의 시간을 내려 주소서, 이 나라는 모든 죗값을 치렀나이다, 과거와 미래의 죄에 대해. 그대 덕에 카르파티아의 거룩한 정상에 우리 조상들은 올랐나이다, 그대 덕에 벤데구스의 자손을 위해 이 아름다운 나라를 얻었나이다, 그리고 그 어느 곳이든 티서와 다뉴브 강이 흐르는 곳이라면 아르파트, 우리의 영웅의 자손은 뿌리내리고 번창할 것이리이다. 우리를 위해 쿤인의 평원에서 그대는 밀을 자라나게 했고, 토카이의 포도밭에서 그대는 달콤한 과일즙을 떨구었으며, 그대는 우리의 깃발을 들어 거친 터키의 토루에 꽂으시었고, 마티아스의 검은 군대 아래서 비엔나의 긍지의 성을 무너뜨리었나이다. 아, 그러나 우리의 죄로 인하여 그대의 가슴에는 분노가 자라났고 그대는 그 뇌운 속에서 번개로 하여 치셨나이다. 이제 약탈하는 몽골인의 화살로 그대는 우리를 쓸어내었고 터키인의 노예의 멍에를 우리는 어깨에 걸쳤나이다. 어찌나 자주 울려퍼지던가, 오스만의 야만한 사람들의 입으로부터, 우리의 스러진 군대 위에서 불리는 그 승리의 노래는! 어찌나 자주 그대의 아들들은, 나의 고향, 그대의 마음을 공격했나이까, 그리고 그대는, 그대의 아들들로 인하여, 그대 아들들의 장례장으로 전락하였나이다. 도망자는 숨었고, 그를 향하여, 칼이 그가 숨은 동굴에까지 이르렀으니, 어디를 둘러보아도 그는 찾을 수 없었네, 그들의 조국 속, 그들의 고향을 산을 넘고 계곡을 내려갔네, 비탄과 절망이 그의 동반자, 발 밑에는 피의 바다가, 머리 위에는 불의 바다가 펼쳐졌네. 성이 있던 자리엔 이제 돌 무더기뿐이고, 행복과 즐거움은 간데없으니, 죽음의 탄식과 흐느낌이 이제 이곳에 울려퍼지네. 그리고 아, 자유는 꽃피지 못하네, 죽은 자들의 흘린 피로부터, 또 고난받은 예속의 눈물이 떨어지네, 고아의 불타는 듯한 두 눈으로부터! 슬프도다, 주여, 헝가리인들에게, 위기의 물결에 던져진 이들에게, 그 비탄의 바다 위에서 그대의 보호하는 팔을 펼치소서, 악한 운명에 오래도록 찢긴 그들에게 안식의 시간을 내려 주소서, 그들은 모든 죗값을 치렀나이다, 과거와 미래의 죄에 대해. |